# Peter Borossy
Peter Borossy, född 24 september 1958, är en svensk programledare med juristutbildning[källa behövs] och före detta simmare.[källa behövs] Han är mest känd som programledare i radio och som inläsare för ljudböcker.

## Biografi
Borossy föddes den 24 september 1958 som son till ungerskfödda fadern Tamas Borossy.

## Karriär
Mellan 1993 och 1996 var Borossy programledare på Radio City i Stockholm.[källa behövs]
År 1996 började han arbetade för MTG och radiokanalen Lugna Favoriter, där han från 1997 sysselsattes med morgonradio. År 2005 nominerades han till Stora radiopriset i kategorin Årets personlighet för reklamradio.  Året därpå nominerades han till priset Årets röst i radio i kategorin Årets radioröst på Radiogalan.
Borossy gick över till ett av MTG:s dotterbolag, Kilohertz, 2009. I början av 2009 offentliggjordes att han skulle gå över till Star FM där han skulle fortsätta sända morgonradio. Han återgick dock till Lugna Favoriters morgonradio och 2010 fick han sällskap av programledarkollegan Maria Lindberg. Året därpå sade Kilohertz upp honom på grund av arbetsbrist, vilken ledde till att Borossy stämde bolaget eftersom han menade att uppsägningen saknade saklig grund.
Han stannade kvar på Lugna Favoriter fram till 31 januari 2012 då programmet han ledde, Musik och Romantik, lades ner. Borossy lämnade då Lugna Favoriter efter nästan 16 år. Han gick därefter vidare som vikarie på Mix Megapol och Vinyl 107 i oktober 2012. Från januari 2013 till augusti samma år sände han programmet Vinylmorgon med Jesse Wallin och därefter var han ensam programledare till 14.00. Wallin och Borossy  flyttade över till systerkanalen Mix Megapol augusti 2013, där de sände eftermiddagar mellan.[källa behövs]
I början av 2020-talet gjorde Borossy radiorösten i filmen Red dot. År 2022 arbetade han med kvällsradio på Mix Megapol.